# Tênis de mesa nos Jogos Olímpicos de Verão da Juventude de 2010 - Simples feminino
O torneio de simples feminino de tênis de mesa nos Jogos Olímpicos de Verão da Juventude de 2010 ocorreu entre os dias 21 e 23 de agosto no Singapore Indoor Stadium.

## Medalhistas
| Ouro   | CHN Gu Yuting         |
| Prata  | SIN Isabelle Siyun Li |
| Bronze | KOR Yang Ha-Eun       |

## Formato
As 32 mesatenistas foram divididas em oito grupos de quatro atletas. As duas melhores de cada grupo avançaram para a 2ª Fase e as duas piores para o Torneio de Consolação, onde novamente formaram grupos de quatro. As duas primeiras de cada grupo da 2ª Fase passaram às quartas-de-final, semifinais e finais.

## 1ª Fase

### Grupo A
| Atleta                 | J        | V        | D        | SG       | SP       |
| ---------------------- | -------- | -------- | -------- | -------- | -------- |
| PRK Kim Song-I         | 2        | 2        | 0        | 6        | 2        |
| CHN Gu Yuting          | 2        | 1        | 1        | 5        | 3        |
| IND Mallika Bhandarkar | 2        | 0        | 2        | 0        | 6        |
| GER Petrissa Solja     | Desistiu | Desistiu | Desistiu | Desistiu | Desistiu |

| 21 de agosto   |                                     |                        |        |
| 10:00          |                                     |                        |        |
| CHN Gu Yuting  | 3-0 (11–7, 11–7, 11-7)              | IND Mallika Bhandarkar | Mesa 3 |
| 12:00          |                                     |                        |        |
| CHN Gu Yuting  | 2-3 (8-11, 11–6, 10-12, 11–3, 9-11) | PRK Kim Song-I         | Mesa 1 |
| 14:00          |                                     |                        |        |
| PRK Kim Song-I | 3-0 (11–6, 11–7, 11-7)              | IND Mallika Bhandarkar | Mesa 3 |

### Grupo B
| Atleta                 | J | V | D | SG | SP |
| ---------------------- | - | - | - | -- | -- |
| KOR Yang Ha-Eun        | 3 | 3 | 0 | 9  | 2  |
| MDA Olga Bliznet       | 3 | 2 | 1 | 6  | 3  |
| FRA Celine Pang        | 3 | 1 | 2 | 5  | 6  |
| CGO Jolie Mafuta Ivoso | 3 | 0 | 3 | 0  | 9  |

| 21 de agosto     |                                     |                        |        |
| 10:30            |                                     |                        |        |
| KOR Yang Ha-Eun  | 3-2 (7-11, 12–10, 11–7, 9-11, 11-5) | FRA Celine Pang        | Mesa 3 |
| 10:30            |                                     |                        |        |
| MDA Olga Bliznet | 3-0 (11–3, 11–6, 11-3)              | CGO Jolie Mafuta Ivoso | Mesa 4 |
| 12:30            |                                     |                        |        |
| KOR Yang Ha-Eun  | 3-0 (11–8, 11–5, 11-8)              | MDA Olga Bliznet       | Mesa 4 |
| 12:30            |                                     |                        |        |
| FRA Celine Pang  | 3-0 (11–3, 11–9, 11-2)              | CGO Jolie Mafuta Ivoso | Mesa 5 |
| 14:30            |                                     |                        |        |
| KOR Yang Ha-Eun  | 3-0 (11–2, 11–4, 11-4)              | CGO Jolie Mafuta Ivoso | Mesa 3 |
| 14:30            |                                     |                        |        |
| MDA Olga Bliznet | 3-0 (11–5, 11–7, 11-4)              | FRA Celine Pang        | Mesa 4 |

### Grupo C
| Atleta                   | J | V | D | SG | SP |
| ------------------------ | - | - | - | -- | -- |
| THA Suthasini Sawettabut | 3 | 3 | 0 | 9  | 2  |
| POR Maria Xiao           | 3 | 2 | 1 | 8  | 3  |
| HUN Mercédesz Nagyváradi | 3 | 1 | 2 | 3  | 6  |
| ALG Islem Laid           | 3 | 0 | 3 | 0  | 9  |

| 21 de agosto             |                                      |                          |        |
| 10:00                    |                                      |                          |        |
| THA Suthasini Sawettabut | 3-0 (11–4, 11–5, 11-3)               | HUN Mercédesz Nagyváradi | Mesa 1 |
| 10:00                    |                                      |                          |        |
| POR Maria Xiao           | 3-0 (11–5, 11–7, 11-7)               | ALG Islem Laid           | Mesa 5 |
| 12:00                    |                                      |                          |        |
| THA Suthasini Sawettabut | 3-2 (11–8, 8-11, 11–6, 13-15, 12-10) | POR Maria Xiao           | Mesa 2 |
| 12:00                    |                                      |                          |        |
| HUN Mercédesz Nagyváradi | 3-0 (11–5, 13–11, 11-1)              | ALG Islem Laid           | Mesa 3 |
| 14:00                    |                                      |                          |        |
| THA Suthasini Sawettabut | 3-0 (11–5, 11–3, 11-1)               | ALG Islem Laid           | Mesa 4 |
| 14:00                    |                                      |                          |        |
| POR Maria Xiao           | 3-0 (16–14, 11–6, 11-8)              | HUN Mercédesz Nagyváradi | Mesa 2 |

### Grupo D
| Atleta                | J | V | D | SG | SP |
| --------------------- | - | - | - | -- | -- |
| RUS Yana Noskova      | 3 | 3 | 0 | 9  | 0  |
| BRA Caroline Kumahara | 3 | 2 | 1 | 6  | 3  |
| TPE Hsin Huang        | 3 | 1 | 2 | 3  | 6  |
| GUY Adielle Rosheuvel | 3 | 0 | 3 | 0  | 9  |

| 21 de agosto          |                         |                       |        |
| 10:30                 |                         |                       |        |
| RUS Yana Noskova      | 3-0 (17–15, 11–5, 11-7) | TPE Hsin Huang        | Mesa 2 |
| 10:30                 |                         |                       |        |
| BRA Caroline Kumahara | 3-0 (11–3, 11–2, 11-6)  | GUY Adielle Rosheuvel | Mesa 5 |
| 12:30                 |                         |                       |        |
| RUS Yana Noskova      | 3-0 (12–10, 11–7, 11-9) | BRA Caroline Kumahara | Mesa 2 |
| 12:30                 |                         |                       |        |
| TPE Hsin Huang        | 3-0 (11–6, 11–4, 11-2)  | GUY Adielle Rosheuvel | Mesa 3 |
| 14:30                 |                         |                       |        |
| RUS Yana Noskova      | 3-0 (11–4, 11–4, 11-2)  | GUY Adielle Rosheuvel | Mesa 7 |
| 14:30                 |                         |                       |        |
| BRA Caroline Kumahara | 3-0 (11–9, 11–8, 11-6)  | TPE Hsin Huang        | Mesa 1 |

### Grupo E
| Atleta                 | J | V | D | SG | SP |
| ---------------------- | - | - | - | -- | -- |
| NED Britt Eerland      | 3 | 3 | 0 | 9  | 1  |
| ROM Bernadette Szocs   | 3 | 2 | 1 | 7  | 4  |
| BLR Katsiaryna Baravok | 3 | 1 | 2 | 4  | 6  |
| SMR Letizia Giardi     | 3 | 0 | 3 | 0  | 9  |

| 21 de agosto           |                              |                        |        |
| 10:00                  |                              |                        |        |
| ROM Bernadette Szocs   | 3-1 (9-11, 11–8, 11–9, 11-8) | BLR Katsiaryna Baravok | Mesa 6 |
| 10:00                  |                              |                        |        |
| NED Britt Eerland      | 3-0 (11–3, 11–6, 11-2)       | SMR Letizia Giardi     | Mesa 7 |
| 12:00                  |                              |                        |        |
| ROM Bernadette Szocs   | 1-3 (11–8, 7-11, 7-11, 9-11) | NED Britt Eerland      | Mesa 5 |
| 12:00                  |                              |                        |        |
| BLR Katsiaryna Baravok | 3-0 (11–5, 11–9, 11-5)       | SMR Letizia Giardi     | Mesa 4 |
| 14:00                  |                              |                        |        |
| ROM Bernadette Szocs   | 3-0 (11–4, 11–5, 11-3)       | SMR Letizia Giardi     | Mesa 5 |
| 14:00                  |                              |                        |        |
| NED Britt Eerland      | 3-0 (11–5, 11–6, 11-5)       | BLR Katsiaryna Baravok | Mesa 7 |

### Grupo F
| Atleta                | J | V | D | SG | SP |
| --------------------- | - | - | - | -- | -- |
| JPN Ayuka Tanioka     | 3 | 3 | 0 | 9  | 3  |
| SIN Isabelle Siyun Li | 3 | 2 | 1 | 8  | 3  |
| GBR Alice Loveridge   | 3 | 1 | 2 | 4  | 6  |
| NZL Julia Wu          | 3 | 0 | 3 | 0  | 9  |

| 21 de agosto          |                                     |                     |        |
| 10:30                 |                                     |                     |        |
| SIN Isabelle Siyun Li | 3-0 (14–12, 11–1, 11-3)             | GBR Alice Loveridge | Mesa 1 |
| 10:30                 |                                     |                     |        |
| JPN Ayuka Tanioka     | 3-0 (11–7, 11–3, 11-4)              | NZL Julia Wu        | Mesa 6 |
| 12:30                 |                                     |                     |        |
| SIN Isabelle Siyun Li | 2-3 (9-11, 5-11, 11–9, 18-16, 6-11) | JPN Ayuka Tanioka   | Mesa 6 |
| 12:30                 |                                     |                     |        |
| GBR Alice Loveridge   | 3-0 (13–11, 11–9, 11-7)             | NZL Julia Wu        | Mesa 7 |
| 14:30                 |                                     |                     |        |
| SIN Isabelle Siyun Li | 3-0 (11–3, 11–2, 11-5)              | NZL Julia Wu        | Mesa 6 |
| 14:30                 |                                     |                     |        |
| JPN Ayuka Tanioka     | 3-1 (9-11, 11–6, 11–4, 11-2)        | GBR Alice Loveridge | Mesa 2 |

### Grupo G
| Atleta           | J | V | D | SG | SP |
| ---------------- | - | - | - | -- | -- |
| CRO Mateja Jeger | 3 | 3 | 0 | 9  | 2  |
| EGY Dina Meshref | 3 | 2 | 1 | 6  | 5  |
| SLO Alex Galic   | 3 | 1 | 2 | 6  | 6  |
| AUS Lily Phan    | 3 | 0 | 3 | 1  | 9  |

| 21 de agosto     |                                    |                  |        |
| 10:00            |                                    |                  |        |
| CRO Mateja Jeger | 3-1 (5-11, 12–10, 11–4, 12-10)     | SLO Alex Galic   | Mesa 2 |
| 10:00            |                                    |                  |        |
| EGY Dina Meshref | 3-0 (11–6, 11–7, 11-6)             | AUS Lily Phan    | Mesa 4 |
| 12:00            |                                    |                  |        |
| CRO Mateja Jeger | 3-0 (12–10, 11–5, 13-11)           | EGY Dina Meshref | Mesa 7 |
| 12:00            |                                    |                  |        |
| SLO Alex Galic   | 3-0 (20–18, 13–11, 11-9)           | AUS Lily Phan    | Mesa 6 |
| 14:00            |                                    |                  |        |
| CRO Mateja Jeger | 3-1 (11–4, 5-11, 11–5, 12-10)      | AUS Lily Phan    | Mesa 1 |
| 14:00            |                                    |                  |        |
| EGY Dina Meshref | 3-2 (11–3, 9-11, 11–9, 5-11, 11-7) | SLO Alex Galic   | Mesa 8 |

### Grupo H
| Atleta               | J | V | D | SG | SP |
| -------------------- | - | - | - | -- | -- |
| HKG Ka Yee Ng        | 3 | 3 | 0 | 9  | 3  |
| USA Ariel Hsing      | 3 | 2 | 1 | 8  | 4  |
| PUR Carelyn Cordero  | 3 | 1 | 2 | 4  | 8  |
| SRI Nuwani Vithanage | 3 | 0 | 3 | 3  | 9  |

| 21 de agosto        |                                    |                      |        |
| 10:30               |                                    |                      |        |
| USA Ariel Hsing     | 3-0 (11–8, 11–9, 11-6)             | PUR Carelyn Cordero  | Mesa 7 |
| 10:30               |                                    |                      |        |
| HKG Ka Yee Ng       | 3-0 (11–4, 11–8, 11-4)             | SRI Nuwani Vithanage | Mesa 8 |
| 12:30               |                                    |                      |        |
| USA Ariel Hsing     | 2-3 (11–9, 7-11, 11–7, 9-11, 3-11) | HKG Ka Yee Ng        | Mesa 1 |
| 12:30               |                                    |                      |        |
| PUR Carelyn Cordero | 3-2 (8-11, 11–8, 11–4, 8-11, 11-9) | SRI Nuwani Vithanage | Mesa 8 |
| 14:30               |                                    |                      |        |
| USA Ariel Hsing     | 3-1 (11–9, 11–5, 6-11, 11-9)       | SRI Nuwani Vithanage | Mesa 5 |
| 14:30               |                                    |                      |        |
| HKG Ka Yee Ng       | 3-1 (11–9, 8-11, 11–7, 12-10)      | PUR Carelyn Cordero  | Mesa 8 |

## 2ª Fase

### Grupo AA
| Atleta               | J | V | D | SG | SP |
| -------------------- | - | - | - | -- | -- |
| ROM Bernadette Szocs | 3 | 2 | 1 | 6  | 5  |
| PRK Kim Song-I       | 3 | 2 | 1 | 6  | 5  |
| POR Maria Xiao       | 3 | 1 | 2 | 6  | 7  |
| HKG Ka Yee Ng        | 3 | 1 | 2 | 5  | 6  |

| 21 de agosto   |                                     |                      |        |
| 18:00          |                                     |                      |        |
| PRK Kim Song-I | 3-1 (7-11, 11–1, 11–9, 13-11)       | POR Maria Xiao       | Mesa 3 |
| 18:00          |                                     |                      |        |
| PRK Ka Yee Ng  | 3-0 (11–5, 11–8, 11-4)              | ROM Bernadette Szocs | Mesa 5 |
| 22 de agosto   |                                     |                      |        |
| 10:00          |                                     |                      |        |
| PRK Kim Song-I | 3-1 (12–10, 9-11, 11–6, 11-9)       | HKG Ka Yee Ng        | Mesa 3 |
| 10:00          |                                     |                      |        |
| POR Maria Xiao | 2-3 (12-14, 11–6, 11–3, 3-11, 5-11) | ROM Bernadette Szocs | Mesa 6 |
| 12:00          |                                     |                      |        |
| PRK Kim Song-I | 0-3 (9-11, 8-11, 8-11)              | ROM Bernadette Szocs | Mesa 5 |
| 12:00          |                                     |                      |        |
| HKG Ka Yee Ng  | 1-3 (15–13, 7-11, 3-11, 8-11)       | POR Maria Xiao       | Mesa 6 |

### Grupo BB
| Atleta                | J | V | D | SG | SP |
| --------------------- | - | - | - | -- | -- |
| KOR Yang Ha-Eun       | 3 | 2 | 1 | 7  | 3  |
| SIN Isabelle Siyun Li | 3 | 2 | 1 | 6  | 4  |
| USA Ariel Hsing       | 3 | 1 | 2 | 4  | 8  |
| CRO Mateja Jeger      | 3 | 1 | 2 | 5  | 7  |

| 21 de agosto          |                                     |                       |        |
| 18:00                 |                                     |                       |        |
| KOR Yang Ha-Eun       | 3-0 (11–8, 11–5, 11-5)              | SIN Isabelle Siyun Li | Mesa 1 |
| 18:00                 |                                     |                       |        |
| CRO Mateja Jeger      | 2-3 (7-11, 7-11, 11–5, 14-12, 7-11) | USA Ariel Hsing       | Mesa 6 |
| 22 de agosto          |                                     |                       |        |
| 10:00                 |                                     |                       |        |
| KOR Yang Ha-Eun       | 1-3 (8-11, 6-11, 11-6, 8-11)        | CRO Mateja Jeger      | Mesa 4 |
| 10:00                 |                                     |                       |        |
| SIN Isabelle Siyun Li | 3-1 (10-12, 11–5, 11–4, 11-9)       | USA Ariel Hsing       | Mesa 1 |
| 12:00                 |                                     |                       |        |
| KOR Yang Ha-Eun       | 3-0 (11–8, 13–11, 11-6)             | USA Ariel Hsing       | Mesa 7 |
| 12:00                 |                                     |                       |        |
| CRO Mateja Jeger      | 0-3 (8-11, 6-11, 8-11)              | SIN Isabelle Siyun Li | Mesa 8 |

### Grupo CC
| Atleta                   | J | V | D | SG | SP |
| ------------------------ | - | - | - | -- | -- |
| THA Suthasini Sawettabut | 3 | 3 | 0 | 9  | 3  |
| MDA Olga Bliznet         | 3 | 2 | 1 | 7  | 3  |
| NED Britt Eerland        | 3 | 1 | 2 | 5  | 6  |
| BRA Caroline Kumahara    | 3 | 0 | 3 | 0  | 9  |

| 21 de agosto             |                                     |                       |        |
| 18:00                    |                                     |                       |        |
| THA Suthasini Sawettabut | 3-1 (11–9, 11–8, 11-13, 11-0)       | MDA Olga Bliznet      | Mesa 4 |
| 18:00                    |                                     |                       |        |
| NED Britt Eerland        | 3-0 (11–9, 11–8, 11-5)              | BRA Caroline Kumahara | Mesa 7 |
| 22 de agosto             |                                     |                       |        |
| 10:00                    |                                     |                       |        |
| THA Suthasini Sawettabut | 3-2 (7-11, 11–4, 12–10, 9-11, 11-6) | NED Britt Eerland     | Mesa 2 |
| 10:00                    |                                     |                       |        |
| MDA Olga Bliznet         | 3-0 (11–8, 11–8, 11-6)              | BRA Caroline Kumahara | Mesa 7 |
| 12:00                    |                                     |                       |        |
| THA Suthasini Sawettabut | 3-0 (11–7, 11–9, 11-3)              | BRA Caroline Kumahara | Mesa 2 |
| 12:00                    |                                     |                       |        |
| NED Britt Eerland        | 0-3 (7-11, 4-11, 9-11)              | MDA Olga Bliznet      | Mesa 4 |

### Grupo DD
| Atleta            | J | V | D | SG | SP |
| ----------------- | - | - | - | -- | -- |
| CHN Gu Yuting     | 3 | 3 | 0 | 9  | 0  |
| JPN Ayuka Tanioka | 3 | 2 | 1 | 6  | 5  |
| RUS Yana Noskova  | 3 | 1 | 2 | 4  | 7  |
| EGY Dina Meshref  | 3 | 0 | 3 | 2  | 9  |

| 21 de agosto      |                                |                   |        |
| 18:00             |                                |                   |        |
| RUS Yana Noskova  | 0-3 (12-14, 9-11, 6-11)        | CHN Gu Yuting     | Mesa 2 |
| 18:00             |                                |                   |        |
| JPN Ayuka Tanioka | 3-1 (12–10, 10-12, 11–7, 11-4) | EGY Dina Meshref  | Mesa 8 |
| 22 de agosto      |                                |                   |        |
| 10:00             |                                |                   |        |
| RUS Yana Noskova  | 1-3 (7-11, 11–7, 10-12, 7-11)  | JPN Ayuka Tanioka | Mesa 5 |
| 10:00             |                                |                   |        |
| CHN Gu Yuting     | 3-0 (11–9, 11–7, 11-5)         | EGY Dina Meshref  | Mesa 8 |
| 12:00             |                                |                   |        |
| RUS Yana Noskova  | 3-1 (11–8, 11-13, 11–7, 12-10) | EGY Dina Meshref  | Mesa 3 |
| 12:00             |                                |                   |        |
| JPN Ayuka Tanioka | 0-3 (2-11, 2-11, 10-12)        | CHN Gu Yuting     | Mesa 1 |

## Torneio de Consolação

### Grupo EE
| Atleta                   | J        | V        | D        | SG       | SP       |
| ------------------------ | -------- | -------- | -------- | -------- | -------- |
| HUN Mercédesz Nagyváradi | 2        | 2        | 0        | 6        | 2        |
| IND Mallika Bhandarkar   | 2        | 1        | 1        | 5        | 3        |
| CGO Jolie Mafuta Ivoso   | 2        | 0        | 2        | 0        | 6        |
| GER Petrissa Solja       | Desistiu | Desistiu | Desistiu | Desistiu | Desistiu |

| 21 de agosto             |                                    |                          |        |
| 18:30                    |                                    |                          |        |
| IND Mallika Bhandarkar   | 3-0 (11–4, 11–6, 11-2)             | CGO Jolie Mafuta Ivoso   | Mesa 3 |
| 22 de agosto             |                                    |                          |        |
| 10:30                    |                                    |                          |        |
| IND Mallika Bhandarkar   | 2-3 (2-11, 9-11, 11–8, 11-8, 2-11) | HUN Mercédesz Nagyváradi | Mesa 3 |
| 12:30                    |                                    |                          |        |
| HUN Mercédesz Nagyváradi | 3-0 (11–3, 11–2, 11-5)             | CGO Jolie Mafuta Ivoso   | Mesa 3 |

### Grupo FF
| Atleta                 | J | V | D | SG | SP |
| ---------------------- | - | - | - | -- | -- |
| FRA Celine Pang        | 3 | 3 | 0 | 9  | 2  |
| BLR Katsiaryna Baravok | 3 | 2 | 1 | 8  | 4  |
| AUS Lily Phan          | 3 | 1 | 2 | 4  | 6  |
| GUY Adielle Rosheuvel  | 3 | 0 | 3 | 0  | 9  |

| 21 de agosto           |                                    |                        |        |
| 18:30                  |                                    |                        |        |
| FRA Celine Pang        | 3-0 (11–5, 11–4, 11-6)             | GUY Adielle Rosheuvel  | Mesa 2 |
| 18:30                  |                                    |                        |        |
| BLR Katsiaryna Baravok | 3-1 (11–7, 8-11, 11–4, 11-4)       | AUS Lily Phan          | Mesa 5 |
| 22 de agosto           |                                    |                        |        |
| 10:30                  |                                    |                        |        |
| FRA Celine Pang        | 3-2 (11–9, 8-11, 5-11, 11–3, 11-8) | BLR Katsiaryna Baravok | Mesa 1 |
| 10:30                  |                                    |                        |        |
| GUY Adielle Rosheuvel  | 0-3 (5-11, 5-11, 6-11)             | AUS Lily Phan          | Mesa 4 |
| 12:30                  |                                    |                        |        |
| FRA Celine Pang        | 3-0 (11–7, 12–10, 12-10)           | AUS Lily Phan          | Mesa 1 |
| 12:30                  |                                    |                        |        |
| BLR Katsiaryna Baravok | 3-0 (11–4, 11–2, 11-4)             | GUY Adielle Rosheuvel  | Mesa 4 |

### Grupo GG
| Atleta               | J | V | D | SG | SP |
| -------------------- | - | - | - | -- | -- |
| TPE Hsin Huang       | 3 | 3 | 0 | 9  | 1  |
| SLO Alex Galic       | 3 | 2 | 1 | 7  | 4  |
| SRI Nuwani Vithanage | 3 | 1 | 2 | 4  | 6  |
| NZL Julia Wu         | 3 | 0 | 3 | 0  | 9  |

| 21 de agosto   |                               |                      |        |
| 18:30          |                               |                      |        |
| TPE Hsin Huang | 3-0 (11–4, 11–5, 11-4)        | NZL Julia Wu         | Mesa 1 |
| 18:30          |                               |                      |        |
| SLO Alex Galic | 3-1 (11–6, 5-11, 11–8, 11-8)  | SRI Nuwani Vithanage | Mesa 8 |
| 22 de agosto   |                               |                      |        |
| 10:30          |                               |                      |        |
| TPE Hsin Huang | 3-1 (11–7, 11–3, 11-13, 11-9) | SLO Alex Galic       | Mesa 5 |
| 10:30          |                               |                      |        |
| NZL Julia Wu   | 0-3 (7-11, 8-11, 8-11)        | SRI Nuwani Vithanage | Mesa 6 |
| 12:30          |                               |                      |        |
| TPE Hsin Huang | 3-0 (11–1, 11–5, 14-12)       | SRI Nuwani Vithanage | Mesa 6 |
| 12:30          |                               |                      |        |
| SLO Alex Galic | 3-0 (11–2, 11–5, 11-7)        | NZL Julia Wu         | Mesa 2 |

### Grupo HH
| Atleta              | J | V | D | SG | SP |
| ------------------- | - | - | - | -- | -- |
| GBR Alice Loveridge | 3 | 3 | 0 | 9  | 1  |
| PUR Carelyn Cordero | 3 | 1 | 2 | 6  | 6  |
| SMR Letizia Giardi  | 3 | 1 | 2 | 3  | 6  |
| ALG Islem Laid      | 3 | 1 | 2 | 3  | 8  |

| 21 de agosto        |                                    |                     |        |
| 18:30               |                                    |                     |        |
| GBR Alice Loveridge | 3-0 (11–8, 11–8, 12-10)            | ALG Islem Laid      | Mesa 7 |
| 18:30               |                                    |                     |        |
| PUR Carelyn Cordero | 3-0 (11–7, 11–4, 11-9)             | SMR Letizia Giardi  | Mesa 4 |
| 22 de agosto        |                                    |                     |        |
| 10:30               |                                    |                     |        |
| GBR Alice Loveridge | 3-1 (8-11, 11–9, 11–7, 15-13)      | PUR Carelyn Cordero | Mesa 2 |
| 10:30               |                                    |                     |        |
| ALG Islem Laid      | 0-3 (w/o)                          | SMR Letizia Giardi  | Mesa 7 |
| 12:30               |                                    |                     |        |
| GBR Alice Loveridge | 3-0 (11–6, 11–5, 11-8)             | SMR Letizia Giardi  | Mesa 5 |
| 12:30               |                                    |                     |        |
| PUR Carelyn Cordero | 2-3 (7-11, 11–5, 11-9, 8-11, 9-11) | ALG Islem Laid      | Mesa 7 |

## Fase final
| Quartas-de-final | Quartas-de-final         | Quartas-de-final | Quartas-de-final | Quartas-de-final | Quartas-de-final | Quartas-de-final | Quartas-de-final | Quartas-de-final |  |  | Semifinais               | Semifinais            | Semifinais | Semifinais | Semifinais | Semifinais | Semifinais | Semifinais | Semifinais |  |  | Final | Final                 | Final | Final | Final | Final | Final | Final | Final |
|                  |                          |                  |                  |                  |                  |                  |                  |                  |  |  |                          |                       |            |            |            |            |            |            |            |  |  |       |                       |       |       |       |       |       |       |       |
|                  | ROM Bernadette Szocs     | 8                | 11               | 5                | 8                | 7                |                  |                  |  |  |                          |                       |            |            |            |            |            |            |            |  |  |       |                       |       |       |       |       |       |       |       |
|                  | SIN Isabelle Siyun Li    | 11               | 5                | 11               | 11               | 11               |                  |                  |  |  |                          | SIN Isabelle Siyun Li | 11         | 11         | 11         | 11         |            |            |            |  |  |       |                       |       |       |       |       |       |       |       |
|                  | JPN Ayuka Tanioka        | 7                | 4                | 10               | 8                |                  |                  |                  |  |  | THA Suthasini Sawettabut | 9                     | 6          | 6          | 9          |            |            |            |            |  |  |       |                       |       |       |       |       |       |       |       |
|                  | THA Suthasini Sawettabut | 11               | 11               | 12               | 11               |                  |                  |                  |  |  |                          |                       |            |            |            |            |            |            |            |  |  |       | SIN Isabelle Siyun Li | 8     | 5     | 8     | 9     |       |       |       |
|                  | CHN Gu Yuting            | 13               | 10               | 11               | 8                | 8                | 11               | 11               |  |  |                          |                       |            |            |            |            |            |            |            |  |  |       | CHN Gu Yuting         | 11    | 11    | 11    | 11    |       |       |       |
|                  | PRK Kim Song-I           | 11               | 12               | 8                | 11               | 11               | 7                | 6                |  |  |                          | CHN Gu Yuting         | 11         | 11         | 11         | 7          | 11         |            |            |  |  |       |                       |       |       |       |       |       |       |       |
|                  | MDA Olga Bliznet         | 5                | 9                | 8                | 11               |                  |                  |                  |  |  | KOR Yang Ha-Eun          | 8                     | 7          | 7          | 11         | 2          |            |            |            |  |  |       |                       |       |       |       |       |       |       |       |
|                  | KOR Yang Ha-Eun          | 11               | 11               | 11               | 13               |                  |                  |                  |  |  |                          |                       |            |            |            |            |            |            |            |  |  |       |                       |       |       |       |       |       |       |       |

|  | Disputa do bronze        |                          |    |    |    |    |    |  |  |
|  |                          |                          |    |    |    |    |    |  |  |
|  | THA Suthasini Sawettabut | THA Suthasini Sawettabut | 11 | 5  | 4  | 7  | 6  |  |  |
|  | KOR Yang Ha-Eun          | KOR Yang Ha-Eun          | 9  | 11 | 11 | 11 | 11 |  |  |